# Frankoniabrunnen
La Frankoniabrunnen (en français, Fontaine de Franconie) est une fontaine de Wurtzbourg.

## Histoire
Avant la fontaine se trouvait une grille en fer forgé. Elle est enlevée en 1821 après que la Franconie intègre la Bavière en 1814.
La fontaine est une création néo-baroque de Ferdinand von Miller. Elle est inaugurée le 3 juin 1894 en l'honneur du prince-régent Luitpold de Bavière.
La fontaine a une cuvette de mouillage avec une base centrale et une statue de bronze avec une couronne dans la main, Franconia, allégorie de la Franconie. Elle porte un harnois et porte la couronne ducale. Dans sa main gauche, elle porte le blason de Wurtzbourg. Les personnages au pied de la fontaine sont Walther von der Vogelweide, Matthias Grünewald et Tilman Riemenschneider. L'allégorie et ces personnages sont tournés vers la cathédrale.
Comme la Résidence, la place et les jardins, elle fait partie des monuments classés patrimoine mondial par l'UNESCO en 1981.

## Source, notes et références
- (de) Cet article est partiellement ou en totalité issu de l’article de Wikipédia en allemand intitulé « Frankoniabrunnen » (voir la liste des auteurs).